# Cerambrilvogel
De cerambrilvogel (Zosterops stalkeri) is een zangvogel uit de familie Zosteropidae (brilvogels). Deze soort is onderdeel van een soortencomplex van nauw verwante brilvogelsoorten waaronder de kleine zwartvoorhoofdbrilvogel (Z. minor), sangirbrilvogel (Z. nehrkorni) en de zwartvoorhoofdbrilvogel (Z. atrifrons). Het is een endemische vogelsoort uit Indonesië.

## Kenmerken
De cerambrilvogel onderscheidt zich van vergelijkbare brilvogels omdat de snavel aan de basis breder is en lichter gekleurd. De oogring is smal en aan de voorkant onderbroken. De kruin en zijkanten van de kop zijn zwart en de bovenkant van de vogel is donker, bronskleurig. De stuit is donkergeel en de flanken zijn lichtgrijs tot wit. De onderstaartdekveren zijn oranje tot geel, daarentegen is de staart van boven bruinzwart.

## Verspreiding en leefgebied
De cerambrilvogel komt alleen voor op het eiland Ceram in de Molukken. Het is een vogel die leeft in bossen, zowel regenwoud en secundair bos en bebost gebied rond menselijke bewoning.

## Status
De grootte van de populatie van de cerambrilvogel is niet gekwantificeerd; hij is plaatselijk algemeen, maar gaat in aantal achteruit. Echter, het tempo ligt onder de 30% in tien jaar (minder dan 3,5% per jaar). Om deze redenen staat deze brilvogel als niet bedreigd op de Rode Lijst van de IUCN.